# Religion en Inde
 (février 2017).
Si vous disposez d'ouvrages ou d'articles de référence ou si vous connaissez des sites web de qualité traitant du thème abordé ici, merci de compléter l'article en donnant les références utiles à sa vérifiabilité et en les liant à la section « Notes et références ».
Pour un article plus général, voir Religion dharmique.

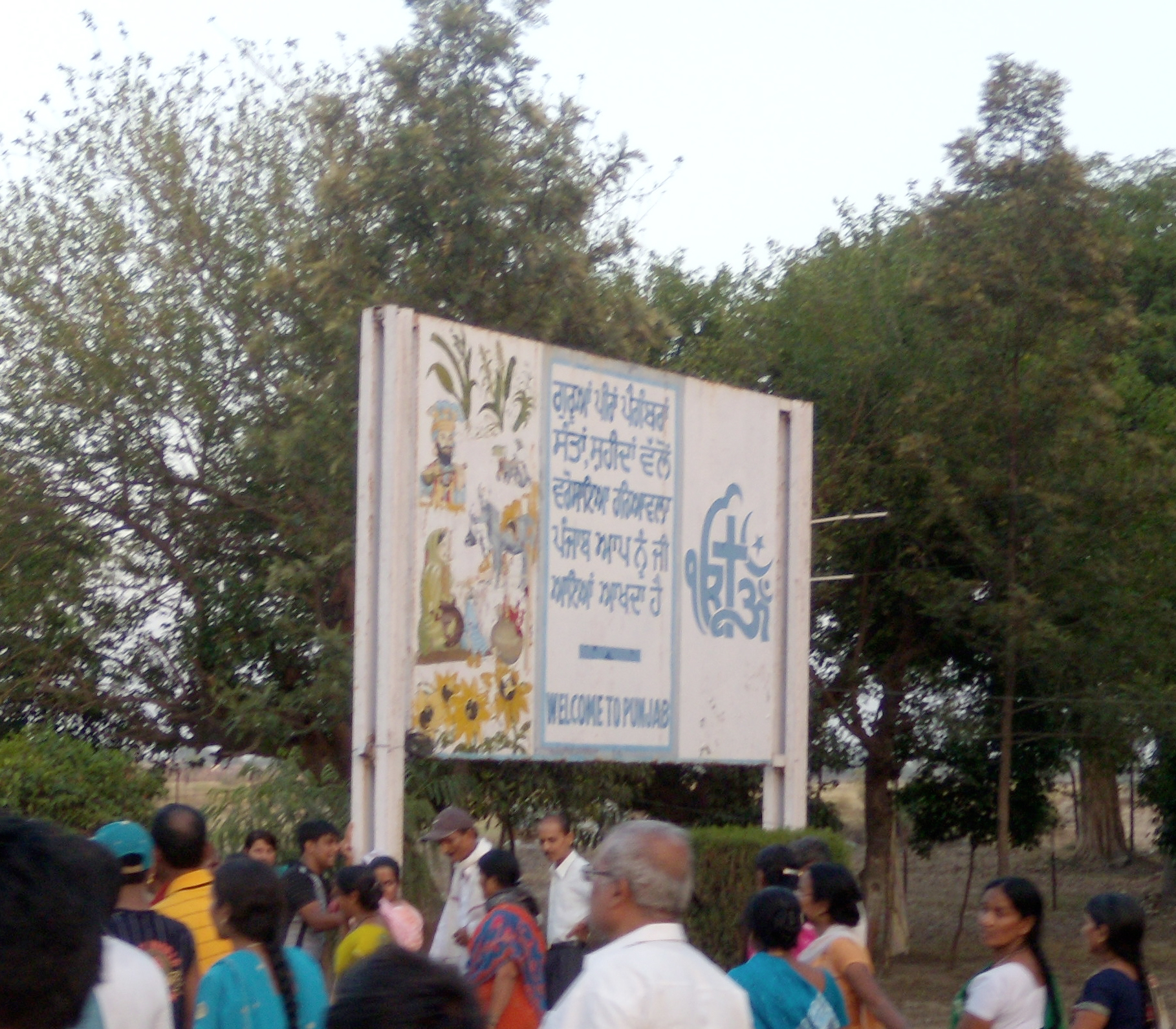
La diversité religieuse comme élément de fierté nationale : ici, panneau « Bienvenue au Penjab » au poste-frontière de Wagah entre l'Inde et le Pakistan.

Les religions en Inde se caractérisent par une diversité des pratiques et des fois. Le pays est le lieu de naissance de l'hindouisme, du bouddhisme, du jaïnisme et du sikhisme et accueille de longue date le judaïsme, le christianisme, l'islam et le zoroastrisme. Dans l'histoire de l'Inde, la religion a souvent joué un rôle important, et elle est aujourd'hui reconnue par la loi. La très grande majorité des Indiens se reconnaissent dans une religion et celle-ci joue souvent un rôle primordial dans leur vie.

## Statistiques
Selon le recensement de 2011, l'hindouisme est de loin la religion la plus pratiquée : elle regroupe plus de 966 millions de fidèles, soit 79,9 % de la population. L'Inde compte 172,2 millions de musulmans, soit 14,2 % de sa population, ce qui en fait le troisième pays en nombre de pratiquants ou de pratiquantes au monde après l'Indonésie et le Pakistan. Les chrétiens, dont certains font partie des plus anciennes communautés chrétiennes du monde (chrétiens de saint Thomas), sont 27,8 millions (2,3 % de la population). Les Sikhs, qui habitent en majorité au Penjab, sont 20,8 millions (1,7 % de la population). Les bouddhistes sont 8,4 millions (0,7 % de la population) et les jaïns 4,4 millions (0,4 %).
Il y a aussi des animistes, dont le nombre d'adeptes est difficile à établir, et il y a aussi des bahaïstes, et des ahmadis, qui sont deux courants dissidents de l'islam, et qui sont souvent considérés comme musulmans par les autorités indiennes (surtout au Pendjab et au Cachemire), alors qu'ils ne sont pas considérés comme tels par les musulmans orthodoxes, qui sont eux-mêmes divisés entre sunnites et chiites. Il y a aussi des Parsis et des juifs dont les effectifs sont faibles.

## Histoire

### Évolution de l'hindouisme

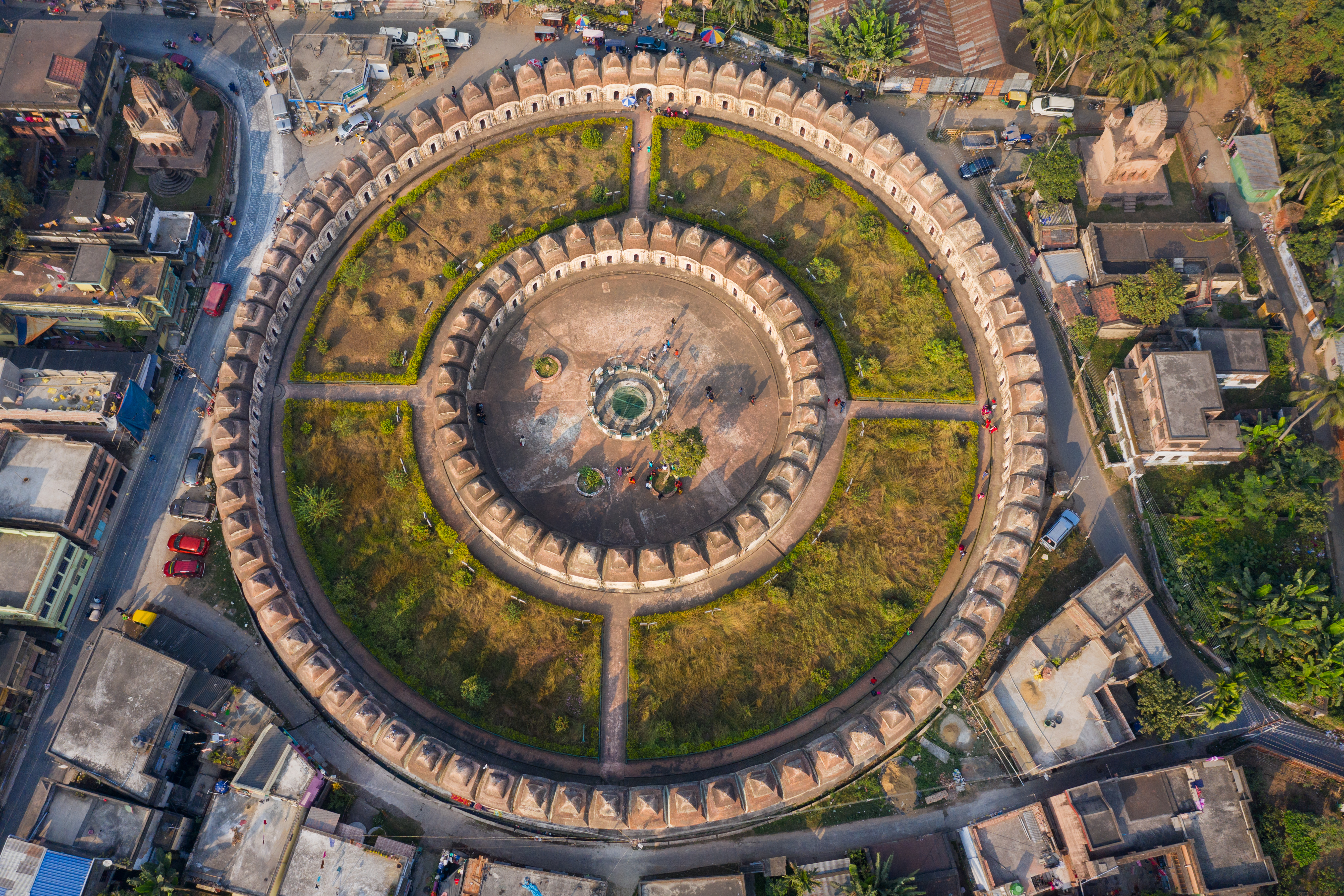
নব_কৈলাশ_মন্দির, temple de Shiva construit en 1809, à Kalna dans le Purba Bardhaman en Inde. Décembre 2020.

L'hindouisme est souvent considéré comme une des plus vieilles religions du monde. Les origines de l'hindouisme pourraient comprendre des éléments issus des croyances de la civilisation de l'Indus, qui existait de 3300 à 1700 avant notre ère, mais aucun élément archéologique ne peut le confirmer. Le texte le plus ancien de l'hindouisme, le Rigveda, a été composé pendant la période védique entre 1700 et 1100 av. J.-C. Les premières versions des poèmes épiques du Ramayana et le Mahabharata ont été composés entre 300 et 100 avant notre ère. Après 200, les écoles de pensées hindoues ont été codifiées dans la philosophie indienne : Samkhya, Yoga, Nyaya, Vaisheshika, Purva-Mimamsa et Vedanta.

### Expansion du jaïnisme
C'est avec Mahâvîra que le jaïnisme, ancienne religion indienne, connaît une expansion significative. Le jaïnisme est proche du Raja yoga dans sa morale ou ses yamas (les cinq vœux moraux sont les mêmes, dont le premier est l'Ahimsâ, Non-violence).

### Naissance du bouddhisme
Siddhartha Gautama, dit Shakyamuni (« sage des Śākyas ») ou le Bouddha (« l’Éveillé »), est né au sein du clan Shakya, juste avant la prise de pouvoir des Magadha (546-324 avant notre ère). Sa famille était originaire de ce qui est aujourd'hui le sud du Népal. Le bouddhisme en Inde a atteint son apogée pendant l'Empire Maurya, sous le règne d'Ashoka, qui se convertit au bouddhisme et unifia le sous-continent au IIIe siècle av. J.-C. Ashoka envoya des missionnaires qui propagèrent le bouddhisme à travers l'Asie.

### Introduction du christianisme
Le christianisme aurait été introduit en Inde dès le Ier siècle par Saint Thomas, l'un des douze apôtres de Jésus Christ. Le christianisme est la première religion exogène en Inde, elle a été propagée aux Indiens après avoir été initialement prêchée à la diaspora juive du Kerala. La colonisation par des puissances européennes y a installé d'autres centres de diffusion (catholicisme romain par les Portugais et les Français, protestantisme par les Anglais, surtout dans le nord-est - Nagaland, Mizoram, etc). Le christianisme en Inde est présent à travers diverses obédiences, comme le catholicisme romain, le christianisme orthodoxe, le protestantisme, le baptisme, les Églises orientales.

### Introduction de l'islam
L'islam est présent en Inde dès le VIIe siècle, via des marchands arabes, mais il se développe surtout après les conquêtes musulmanes des Indes, sous le Sultanat de Delhi (1206-1526) et l'Empire moghol (1526-1858).
De nombreux Dalits, ou « intouchables », de religion hindoue, se convertirent à l'Islam, sous l'ère de l'Empire moghol, entre 1526 et 1858. La raison principale des conversions était d'améliorer le statut social, en espérant une vie meilleure, et plus égalitaire, alors que rester Dalit impliquait un statut inférieur, ou souvent une personne était considérée comme moins que rien, par les autres Hindous, avec la perspective d'avoir les tâches ou métiers les plus ingrats, le tout en vivant souvent dans le dénuement, et une grande pauvreté.

### Naissance du sikhisme
Le sikhisme est fondé par le Guru Nanak (1469-1539). Ses prédications s'adressaient à tous les êtres humains indépendamment de leur religion, de leur caste ou de leur sexe. Le livre saint du sikhisme, le Guru Granth Sahib, a d'abord été compilé par le cinquième gourou sikh, Guru Arjan, d'après les écrits des cinq premiers gourous et des saints d'autres religions. Avant la mort de Guru Gobind Singh, le Sahib a été déclarée comme gourou éternel.

## Conflits religieux
Les relations entre les religions hindouiste et musulmane ne sont évidemment pas toujours sereines :
- en 2002, à la suite de l'incendie, le 27 février, d’un train ramenant des pèlerins hindous, des extrémistes musulmans sont accusés, 2 000 musulmans seront ensuite massacrés dans l'État du Gujarat. L'enquête conclura que l'incendie fut accidentel[4][réf. incomplète].
- Le 7 mars 2006, la ville sainte de Bénarès connaît un triple attentat, revendiqué par le Lashkar-e-Qadar[5] ;
- le 8 septembre 2006, l’explosion de trois bombes près de la mosquée de Malegaon, dans l'État du Maharashtra, fait 37 morts[5] ;
- le 25 août 2007, plusieurs attentats à la bombe, attribués aux islamistes, frappent la ville d'Hyderabad, tuant au moins 43 personnes[6] ;
- le 13 mai 2008, plusieurs attentats dans la ville de Jaipur font au moins 80 morts et 200 blessés[7]. Une bombe a explosé dans un temple hindou. À la fin du mois d'août 2008, des hindous s'en prennent aux chrétiens dans l'état d'Orissa, à l'est du pays : les violences font 38 morts ; 25 églises sont incendiées ; plusieurs milliers de chrétiens doivent quitter leur village[8].
- Le 26 novembre 2008, c'est Bombay qui est touchée par une série d'attaques fait au moins 100 morts, et environ 300 blessés[9]. Ces attentats sont revendiqués par l'organisation islamiste des Moudjahidines du Deccan.

L’État de l'Uttar Pradesh adopte en 2020 une législation visant à combattre les mariages interreligieux, agitant la menace du « Love Jihad » (théorie complotiste attribuant aux musulmans l'intention de séduire des femmes hindoues afin de les convertir à l’islam). D'autres États dirigés par des nationalistes hindous, comme le Madhya Pradesh et le Karnataka, pourraient adopter des lois similaires.

#### Dialogue hindou-chrétien

##### Jésus-Christ tel qu’il a été reconnu par des hindous
- (en) Animananda (B.), The Blade, Roy and Son, Calcutta, 1947. (Sur bhawami Charan Banerji (1861-1907). Membre du Brahmo Samaj puis de l’Église de la « Nouvelle Dispensation », il rejoint l’Église chrétienne anglicane et se fait « sannyasi catholique » sous le nom de Brahmabandhab Upahdhyaya.)
- (en) Akhilananda, The Hindu View of Christ, Philosophical Library, New-York, 1949. (Swami Akhilananda (1894-1962) diffusa aux États-Unis le message de Sri Ramakrishna.)
- Dupuis (J.), Jésus-Christ à la rencontre des religions, Desclée, Paris, 1994 (2e édition) (L’auteur décrit notamment « les différentes façons dont le néo-hindouisme tend à interpréter Jésus-Christ […] : le Jésus des Béatitudes [Gandhi] ; le Christ de la bhakti [K.C. Sen] ; le Christ de la philosophie néo-vedantine [S. Radhakrishnan] ; le Christ-avatara [Swami Akhilananda] ; le christ yogi [M.C. Parekh] ; le Christ de la mystique d’advaita [Brahmabandhab Upadhyaya] » C'est le livre de référence en français.)
- (en) Gandhi (M.K.), The Message of Jesus Christ, Bharatiya Vidya Bhavan, Bombay, 1963. (Le Mahatma (1869-1948), libérateur de l’Inde, a été profondément influencé par le discours de Jésus dans l’Évangile de Saint Mathieu (ch.5, v.1-12)).
- Maupilier (M.), Les mystiques hindous-chrétiens (1830-1967), Œil, Paris, 1985.
- Parekh (M.C.), Brahmarsi Keshub Chunder Sen, Rajkot, 1953.
- (en) Parekh (M.C.), A Hindu’s Portrait of Jesus, Rajkot, 1953. (M.C. Parekh vécut de 1885 à 1967)
- (en) Radhakrishnan (S.), Eastern Religions and Western Thoughts, Allen and Unwin, London, 1939. (S. Radhakrishnan (1888-1975), philosophe, devint président de la République Indienne (1962-1967).)
- (en) Samartha (S.J.), The Hindu Response to the Unbound Christ, Christian Litterature Society, Madras, 1974. (Livre de référence en anglais sur la question, sur lequel s’appuie fortement Jacques Dupuis)
- Scott (D.C.), Keshub Chunder Sen, Christian Literature Society, Madras, 1979.
- (en) Shilpp (P.A.) (ed.), The Philosophy of Sarvepalli Radhakrishnan, Tudor, New-York, 1952.
- (en) Sen (K.C.), Lectures in India, 2 vols., Cassel, London, 1901-1904. (Keshub Chunder Sen (1838-1884), membre éminent du Brahmo Samaj, fonda l’Église de la « Nouvelle Dispensation »)
- (en) Staffner (H.), The Significance of Jesus Christ in Asia, Gujarat Sahitya Prakash, Anand, 1985.
- (en) Thomas (W.M.), The Aknowledged Christ of the Indian Renaissance, SCM Press, Londres, 1969. (Livre de référence sur la question, sur lequel s’appuie fortement Jacques Dupuis)

##### Jésus-Christ: vers une théologie chrétienne indienne
- (en) Dupuis (J.), « The Use of Non-Christian Scriptures in Christian Worship in India », dans « Culte et rituel dans le christianisme et les autres religions », Studia Missionalia, vol. 23 (1974), p. 127-143.
- Dupuis (J.), Vers une théologie chrétienne du pluralisme religieux,  éd. du Cerf, Paris, 1999, p. 225-230 ; 578-579 (sur la christologie de Raimundo panikkar), p. 406-422 ; 439-440 ; 456-460 (sur une christologie indienne).
- Fallon (M.), « Le culte des images », dans : SMET (R. de) et NEUNER (J.) [éd.], La quête de l’éternel. Approches chrétiennes de l’hindouisme, Desclée de Brouwer, Bruges, 1968, p. 199-213.
- Fedou (M.), Regards asiatiques sur le Christ, Desclée, Paris, 1998.
- (en) Parrinder (G.), Avatar and Incarnation, Faber and Faber, Londres, 1971.
- (en) Vempeny (I.), Krsna and Christ, Gujarat Sahitya Prakash, Anand, 1988.
- Panikkar (R.), Le Christ et l’hindouisme, une présence cachée,  éd. du Centurion, Paris, 1972 (trad. de The Unknown Christ of Hinduism, Longman, Darton, and Todd, Londres, 1964.) (L’auteur est né d'une mère catalane et catholique et d'un père indien et hindou)
- Panikkar (R.), Le dialogue intrareligieux, Aubier, Paris, 1985.
- Smet (R.), Essai sur la pensée de Raimundo Panikkar. Une contribution indienne à la théologie des religions, Centre d’histoire des religions, Louvain-la-Neuve, 1981.

##### Dieu Trinité et la Mystique hindoue
- (it) Acharuparambil (D.), « Misterio trinitario e induismo » dans : AMATO (A.) [éd.], Trinità in contesto, LAS, Rome, 1994, p. 199-211.
- Barzel (B.), Mystique de l’ineffable dans l’hindouisme et le christianisme : çankara et Eckhart,  éd. du Cerf, Paris, 1996.
- (en) Brück (M. von), The Unity of Reality, God, God-Experience and Meditation in the Hindu-Christian Dialogue, Paulist Press, New York, 1991.
- (en) Clooney (F.X.), Theology after Vedanta. An Experiment in Comparative Theology, State university of New York Press, Albany, 1993
- (en) Coward (H.) [éd.], Hindu-Christian Dialogue. Perspectives and Encounters, Orbis Book, Maryknoll, New York, 1990.
- Cuttat (J.-A.), Expérience chrétienne et spiritualité orientale, Desclée de Brouwer, Bruges, 1965.
- Dupuis (J.), Vers une théologie chrétienne du pluralisme religieux,  éd. du Cerf, Paris, 1999, p. 406-422. (Thèmes : Expérience de l’« advaita » et conscience de Jésus ; « Saccidananda » et la Trinité ; Complémentarité ou convergence ?)
- Panikkar (R.), La Trinité : Une expérience humaine primordiale, Cerf « Parole présente », 2003

##### Les Ermites du Saccidânanda: Le Saux et Monchanin puis Griffiths
- Dupuis (J.), Jésus-Christ à la rencontre des religions, Desclée, Paris, 1994 (2e édition) (Des pages riches sur l’expérience d’Abhishiktananda qu’il a bien connu (p. 89-115))
- Gozier (A.), Le père Le Saux à la rencontre de l’hindouisme,  éd. du Centurion, Paris, 1982.
- Griffiths (B.), Expérience chrétienne et mystique hindoue, Albin Michel, Paris, 1995
- Jacquin (Fr.), Jules Monchanin, prêtre,  éd. du Cerf, Paris, 1996.
- (en) Kalliath (A.), The Word in the cave. The Experimental Journey oh Swami Abhishiktananda to the Point of Hindu-Christian Encounter, Intercultural publications, New Delhi, 1996.
- Le Saux (H.) [Abhishiktananda], Sagesse hindoue, mystique chrétienne, Éditions du Centurion, Paris, 1966.
- LE SAUX (H.) [Abhishiktananda], La rencontre de l’hindouisme et du christianisme,  éd. du Seuil, Paris, 1966.
- Le Saux (H.) [Abhishiktananda], La montée au fond du cœur. Le journal intime du moine chrétien-sannyasi hindou, Œil, Paris, 1986.
- Le Saux (H.) [Abhishiktananda], Intériorité et révélation : essais théologiques,  éd. Présence, Sisteron, 1982.
- Monchanin (J.) [Parama Arubi Anandam], Mystique de l’Inde, mystère chrétien, Fayard, Paris, 1974, ou « Hermès », Fata Morgana, 1999)
- Monchanin (J.) [Parama Arubi Anandam], Théologie et spiritualité missionnaire, Beauchesne, Paris, 1985.
- Monchanin (J.) [Parama Arubi Anandam], Lettres au Père Le Saux, présenté par Fr. JACQUIN,  éd. du Cerf, 1995.
- (en) Teasdale (W.R.), Toward a Christian Vedanta: The Encounter of Hinduism and Christianity according to Bede Griffiths, ATC, Bengalore, 1987.